# Friska Viljor (musikgrupp)

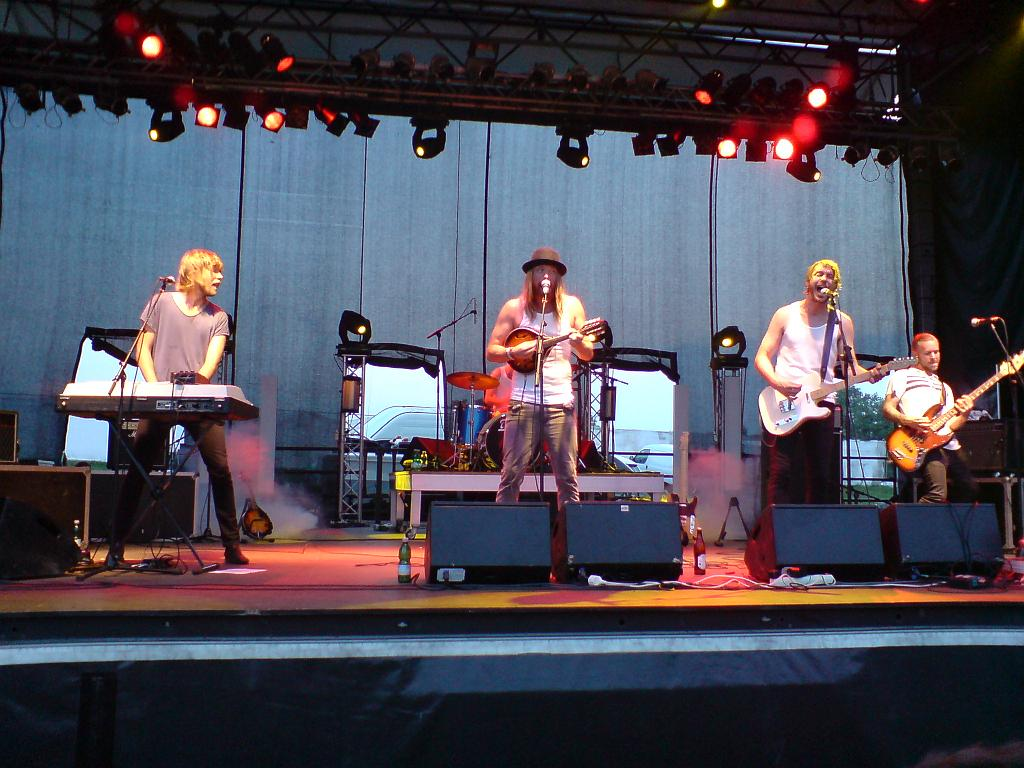
Friska Viljor
Neuhofen an der Ybbs
2007

Friska Viljor är en svensk musikgrupp från Stockholm.
Bandet startade som ett sexmannaband år 2005 då bestående av medlemmarna Maria Lindén, Mattias Areskog, Markus Bergqvist, Ludvig Rylander (spelar även med The Concretes), Daniel Johansson och Joakim Sveningsson.
Debutalbumet Bravo! släpptes år 2006 och följdes upp med uppföljaren "Tour de Hearts" 2008. Vid det här laget är de enda bestående medlemmarna av gruppen dess två grundare; Daniel Johansson och Joakim Sveningsson. De musiker som numera kan betraktas som fasta och turnerar Europa runt med bandet är Henrik Reinert (Stompin Souls), Emil Nilsson (Stomping Souls) och Thobias Eidevald.
Friska viljor har spelat utomlands flera gånger, bland annat i Tyskland, Österrike, Schweiz, Spanien, Nederländerna, Frankrike, Norden och Storbritannien.

## Diskografi

### Album
- 2006 - Bravo!
- 2008 - Tour de Hearts
- 2009 - For New Beginning
- 2011 - The Beginning of the Beginning of the End
- 2013 - Remember Our Name
- 2015 - My Name Is Friska Viljor

### Singlar
- 2006 - Gold
- 2007 - Oh Oh
- 2007 - Shotgun Sister
- 2008 - Old Man
- 2009 - "If I die now"
- 2009 - "Wohlwill"
- 2011 - "Larionov"
- 2011 - "Passionseeker"
- 2011 - "What you gonna do now?"
- 2013 - "Bite Your Head Off"